# Aeroport T2 (metrostation)
Aeroport T2 is een station van de metro in Barcelona. Het station wordt bediend door lijn 9, L9 Sud. Het station bevindt zich ondergronds, onder het treinstation Aeroport voor de toegang naar terminal 2 van de Aeroport Josep Tarradellas Barcelona-el Prat, de internationale luchthaven van Barcelona, gelegen op grondgebied van de gemeente El Prat de Llobregat. Het wordt uitgebaat door de Transports Metropolitans de Barcelona (TMB) en werd ingehuldigd op 12 februari 2016.
De 100 m lange perrons voor beide richtingen zijn uitgewerkt in dubbeldekkerlayout, liggend aan de geboorde koker van de metrolijn waarin de treinstellen in beide richtingen ook op spoorbeddingen boven mekaar uitgevoerd passeren. Standaard wordt het station op lijn L9 Sud bediend met treinstellen elke 7 minuten in elke richting.  Bij grote drukte kan dit opgevoerd worden tot een bediening elke vier minuten.
Het metro- en spoorwegstation kunnen vanuit T2 bereikt worden door een deel van het parkeerterrein te dwarsen, gebruik makend van een overdekte voetgangersbrug die station en terminal verbinden over de parking heen.
Passagiers die gebruikmaken van de metrostations in de luchthaventerminals moeten een speciaal ticket kopen dat bekend staat als een luchthaventicket. De basistickets van TMB zijn niet geldig. Het luchthaventicket kost € 4,50 en geeft ook toegang tot de rest van het door TMB geëxploiteerde metronetwerk van Barcelona. Tickets voor meervoudig gebruik en onbeperkte passen, zoals de T-50/30, T-Mes en T-Trimestre, uitgegeven door het Autoritat del Transport Metropolità (ATM) - een openbare instantie die verantwoordelijk is voor de coördinatie van openbaarvervoerbedrijven in de omgeving van Barcelona - zijn wel geldig, met uitzondering van het T-10 tienrittenticket. 
Lijn 9 Zuid
Aeroport T1 · Aeroport T2 · Mas Blau · Parc Nou · Cèntric · El Prat Estació · Les Moreres · Mercabarna · Parc Logístic · Fira · Europa-Fira · Can Tries - Gornal · Torrassa · Collblanc · Zona Universitària
Lijn 9 Noord
La Sagrera · Onze de Setembre · Bon Pastor · Can Peixauet · Fondo · Santa Rosa · Església Major · Singuerlín · Can Zam